# Cypha nitida
Cypha nitida är en skalbaggsart som först beskrevs av Mary E. Palm 1936.  Cypha nitida ingår i släktet Cypha, och familjen kortvingar. Enligt den svenska rödlistan är arten nära hotad i Sverige. Arten förekommer i Götaland, Öland, Svealand och Övre Norrland. Artens livsmiljö är skogslandskap, jordbrukslandskap, stadsmiljö.